# 제3의 추적
"제3의 추적"은 한국에서 제작된 김시현 감독의 1972년 영화이다. 우연정 등이 주연으로 출연하였고 김형근 등이 제작에 참여하였다.

## 출연

### 주연
- 우연정
- 모사성
- 고광